# Afghanistan papers
De Afghanistan Papers zijn een reeks interviews met betrekking tot de Oorlog in Afghanistan (2001-2021) met het Amerikaanse leger, opgesteld door de Special Inspector General for Afghanistan Reconstruction (SIGAR), die eind 2019 werden gerapporteerd door The Washington Post na een Freedom of Information Act-verzoek. De documenten onthullen dat hoge ambtenaren over het algemeen van mening waren dat de oorlog niet te winnen was, terwijl ze dat voor het publiek verborgen hielden. Vanwege de moeilijkheid om objectieve maatstaven te creëren om (militair) succes aan te tonen, werd informatie gemanipuleerd, en dit tijdens de hele duur van het conflict. Lulu Garcia-Navarro, presentatrice bij de National Public Radio, vergeleek de documenten met de Pentagon Papers, en wees op de gelijklopende onthulling van “expliciete en aanhoudende inspanningen… om het publiek opzettelijk te misleiden.”

## Het rapport in The Washington Post
Het was journalist Craig Whitlock die op 9 december 2019 het eerste artikel op basis van de documenten publiceerde, getiteld “At War With the Truth. U.S. officials constantly said they were making progress. They were not, and they knew it” (“In oorlog met de waarheid. Amerikaanse functionarissen zeiden voortdurend dat ze vooruitgang boekten. Dat was niet zo, en dat wisten ze”). Het artikel vond internationaal weerklank, en lag aan de basis van vele andere publicaties.  
In een van de interviews schatte een ambtenaar dat 40% van de Amerikaanse hulp aan Afghanistan sinds 2001 terechtkwam in de zakken van corrupte ambtenaren, krijgsheren, criminelen en opstandelingen. Ryan Crocker, voormalig ambassadeur in Afghanistan en Irak, vertelde de onderzoekers in een interview in 2016: “Je kunt gewoon niet die hoeveelheden geld in een zeer fragiele staat en samenleving stoppen zonder corruptie aan te wakkeren.”

## Reacties
Verschillende volksvertegenwoordigers toonden zich geschokt door de onthullingen, en eisten ophelderingen. Voormalig vicepresident (en later president) Joe Biden distantieerde zich in december 2019 tijdens een debat tussen presidentskandidaten van Barack Obama's Afghaanse oorlogspolitiek: “Ik heb vanaf het begin betoogd dat het een grote, grote fout was om nog meer troepen naar Afghanistan te sturen."